# 2022년 퍼시픽 리그 클라이맥스 시리즈
2022년 퍼시픽 리그 클라이맥스 시리즈(일본어: 2022年のパシフィック・リーグクライマックスシリーズ, 영어: 2022 Pacific League Climax Series)는 2022년 10월에 개최된 일본 프로 야구 퍼시픽 리그의 클라이맥스 시리즈 경기이다. 전년도에 이어 퍼솔 홀딩스가 메인 스폰서를 맡으면서 ‘2022 퍼솔 클라이맥스 시리즈 퍼시픽’(2022 パーソル クライマックスシリーズ パ)이라는 이름으로 개최됐다.

## 개요
이 대회는 SMBC 일본 시리즈 2022 출전권을 내건 플레이오프 토너먼트이다.

### 퍼스트 스테이지
정규 시즌 2위 팀인 후쿠오카 소프트뱅크 호크스와 3위 팀인 사이타마 세이부 라이온스와의 3전 2선승제로 치렀고, 승리팀인 소프트뱅크는 파이널 스테이지에 진출했다. 소프트뱅크는 2020년 이후 2년 만이며, 세이부는 2019년 이후 3년 만인데 모두 같은 해 리그 우승 이후의 클라이맥스 시리즈 출전이다. 
PayPay 돔에서의 클라이맥스 시리즈 개최는 2년 만에 10번째, 퍼스트 스테이지로 한정하면 3년 만에 3번째다. 양팀이 클라이맥스 시리즈에서 맞붙은 것은 2019년 파이널 스테이지 이후 3년 만에 다섯 번째 맞대결이지만 퍼스트 스테이지에서의 맞대결에 한정하면 2012년 이후 두 번째다. 양팀이 후쿠오카 PayPay 돔에서의 맞대결은 2011년 파이널 스테이지 이후 처음이다. 후쿠오카에서 열리는 퍼스트 스테이지에서 양팀이 맞붙게 된 것은 클라이맥스 시리즈 도입 전의 플레이오프 시절을 통해서도 사상 처음이다. 더욱이 과거 4차례 맞대결에서는 모두 소프트뱅크가 승리하고 있어서 통산 전적도 소프트뱅크가 13승 2패를 기록했다. 그리고 정규 시즌에서도 소프트뱅크가 14승 1무 10패, PayPay 돔에서는 8승 5패로 앞섰고, 최근 베루나 돔에서의 맞대결에서는 세이부가 2승을 했지만, 그 전의 PayPay 돔에서의 3연전은 소프트뱅크가 3연승하고 있었다.
- 일시 : 10월 8일부터 10월 9일
- 구장 : 후쿠오카 PayPay 돔

### 파이널 스테이지
정규 시즌 시즌 1위 팀인 오릭스 버펄로스(어드밴티지 1승이 미리 주어진다)와 퍼스트 스테이지 승리팀인 후쿠오카 소프트뱅크 호크스와 6전 4선승제로 치렀고, 승리팀인 오릭스는 SMBC 일본 시리즈 2022의 출전권을 얻었다.
교세라 돔에서의 클라이맥스 시리즈 개최는 2년 연속 4번째, 파이널 스테이지 개최는 2년 연속 2번째다. 양팀의 맞대결은 클라이맥스 시리즈에선 처음이지만 포스트시즌으로서는 1973년에 전·후기제 플레이오프에서 전기 우승팀 난카이(소프트뱅크의 전신)와 후기 우승팀 한큐(오릭스의 전신)가 맞붙은 이래 49년 만이다. 아울러 세이부가 퍼스트 스테이지에서 승리하게 된다면 첫 맞대결이 이뤄질 수도 있었다. 오릭스는 클라이맥스 시리즈 4번째 출전이지만 모두 홈구장에서의 개최로 출전이 이뤄졌다.
소프트뱅크는 시즌 막판까지 선두 자리를 지켰지만 최종전에서 오릭스와 나란히 1위를 기록했는데 상대 전적에서 15승 10패로 앞선 오릭스가 리그 규정에 의해 우승했고, 소프트뱅크는 2위가 됐다. 따라서 이번 스테이지는 클라이맥스 시리즈 사상 최초로 ‘정규 시즌에서 동률·승차 없음’ 팀의 대결이 이뤄졌다.
또한 정규 시즌에서의 상대 전적은 위에서 말한 바와 같이 오릭스가 5승을 앞서고 있었지만, 홈구장인 교세라 돔에서의 맞대결에 한정하면 10승 3패로 압도하고 있어서 최근 9월에 개최된 5경기도 오릭스의 4승 1패, 최종 3연전에서는 2경기를 야마모토 요시노부, 미야기 히로야의 선발로 영봉, 9월 19일에 열린 최종전에서는 소프트뱅크의 마무리 리반 모이넬로를 요시다 마사타카가 무너뜨려 연장까지 접전 끝에 끝내기 승리와 3연승으로 마쳤다.
- 일시 : 10월 12일부터 10월 15일
- 구장 : 교세라 돔 오사카

## 클라이맥스 시리즈 참가 팀 및 감독
| 팀 순위       | 소속                       | 감독            | 정규시즌 성적 |
| ------------- | -------------------------- | --------------- | ------------- |
| 정규 리그 1위 | 오릭스 버펄로스            | 나카지마 사토시 | 76승 2무 65패 |
| 정규 리그 2위 | 후쿠오카 소프트뱅크 호크스 | 후지모토 히로시 | 76승 2무 65패 |
| 정규 리그 3위 | 사이타마 세이부 라이온스   | 쓰지 하쓰히코   | 72승 3무 68패 |

### 대진표
|  | 퍼스트 스테이지(준결승) | 퍼스트 스테이지(준결승) |                                  |       | 파이널 스테이지(결승) | 파이널 스테이지(결승) |
|  |                         |                         |                                  |       |                       |                       |
|  |                         |                         |                                  |       |                       |                       |
|  |                         |                         |                                  |       |                       |                       |
|  |                         |                         |                                  |       |                       |                       |
|  |                         |                         | (6전 4선승제) 교세라 돔 오사카   |       |                       |                       |
|  |                         |                         |                                  |       |                       |                       |
|  | 오릭스(PL 우승)         | ☆○○●○                   |                                  |       |                       |                       |
|  | 오릭스(PL 우승)         | ☆○○●○                   | (3전 2선승제) 후쿠오카 PayPay 돔 |       |                       |                       |
|  |                         |                         | 소프트뱅크                       | ★●●○● |                       |                       |
|  | 소프트뱅크(PL 2위)      | ○○                      | 소프트뱅크                       | ★●●○● |                       |                       |
|  | 소프트뱅크(PL 2위)      | ○○                      |                                  |       |                       |                       |
|  | 세이부(PL 3위)          | ●●                      |                                  |       |                       |                       |
|  | 세이부(PL 3위)          | ●●                      |                                  |       |                       |                       |
|  |                         |                         |                                  |       |                       |                       |
|  |                         |                         |                                  |       |                       |                       |
|  |                         |                         |                                  |       |                       |                       |
|  |                         |                         |                                  |       |                       |                       |

- ☆·★ = 파이널 스테이지 어드밴티지 부여에 따라 우선 승패를 나눠 가져감.

## 경기 일정

### 퍼스트 스테이지
- 1차전 : 10월 8일
- 2차전 : 10월 9일

### 파이널 스테이지
- 1차전 : 10월 12일
- 2차전 : 10월 13일
- 3차전 : 10월 14일
- 4차전 : 10월 15일

## 경기 결과

### 퍼스트 스테이지

#### 경기 기록
| 일시                               | 경기  | 원정팀(선공)             | 스코어 | 홈팀(후공)                 | 개최 구장          |
| ---------------------------------- | ----- | ------------------------ | ------ | -------------------------- | ------------------ |
| 10월 8일(토)                       | 1차전 | 사이타마 세이부 라이온스 | 3 - 5  | 후쿠오카 소프트뱅크 호크스 | 후쿠오카 PayPay 돔 |
| 10월 9일(일)                       | 2차전 | 사이타마 세이부 라이온스 | 2 - 8  | 후쿠오카 소프트뱅크 호크스 | 후쿠오카 PayPay 돔 |
| 승리팀: 후쿠오카 소프트뱅크 호크스 |       |                          |        |                            |                    |

#### 1차전
- 10월 8일 - 후쿠오카 PayPay 돔

| 팀 | 1 | 2 | 3 | 4 | 5 | 6 | 7 | 8 | 9 | R | H | E |
| 세이부 | 0 | 0 | 0 | 0 | 2 | 1 | 0 | 0 | 0 | 3 | 6 | 2 |
| 소프트뱅크 | 0 | 0 | 4 | 0 | 0 | 1 | 0 | 0 | X | 5 | 7 | 1 |
| 승리 투수: 센가 고다이(1-0) 패전 투수: 다카하시 고나(0-1) 세이브: 리반 모이넬로(1S) 홈런: 세이부 – 모리 도모야(6회 1점) 소프트뱅크 – 야나기타 유키(3회 3점) |   |   |   |   |   |   |   |   |   |   |   |   |

#### 2차전
- 10월 9일 - 후쿠오카 PayPay 돔

| 팀 | 1 | 2 | 3 | 4 | 5 | 6 | 7 | 8 | 9 | R | H  | E |
| 세이부 | 0 | 0 | 0 | 0 | 1 | 0 | 0 | 0 | 1 | 2 | 6  | 0 |
| 소프트뱅크 | 0 | 0 | 4 | 1 | 0 | 0 | 2 | 1 | X | 8 | 11 | 1 |
| 승리 투수: 히가시하마 나오(1-0) 패전 투수: 이마이 다쓰야(0-1) 홈런: 세이부 – 야마카와 호타카(9회 1점) 소프트뱅크 – 야나기타 유키(3회 만루) |   |   |   |   |   |   |   |   |   |   |    |   |

### 파이널 스테이지

#### 경기 기록
| 일시                    | 경기       | 원정팀(선공)               | 스코어 | 홈팀(후공)      | 개최 구장        |
| ----------------------- | ---------- | -------------------------- | ------ | --------------- | ---------------- |
| 어드밴티지              | 어드밴티지 | 후쿠오카 소프트뱅크 호크스 |        | 오릭스 버펄로스 |                  |
| 10월 12일(수)           | 1차전      | 후쿠오카 소프트뱅크 호크스 | 0 - 5  | 오릭스 버펄로스 | 교세라 돔 오사카 |
| 10월 13일(목)           | 2차전      | 후쿠오카 소프트뱅크 호크스 | 3 - 4  | 오릭스 버펄로스 | 교세라 돔 오사카 |
| 10월 14일(금)           | 3차전      | 후쿠오카 소프트뱅크 호크스 | 3 - 0  | 오릭스 버펄로스 | 교세라 돔 오사카 |
| 10월 15일(토)           | 4차전      | 후쿠오카 소프트뱅크 호크스 | 2 - 3  | 오릭스 버펄로스 | 교세라 돔 오사카 |
| 승리팀: 오릭스 버펄로스 |            |                            |        |                 |                  |

#### 1차전
- 10월 12일 - 교세라 돔 오사카

| 팀 | 1 | 2 | 3 | 4 | 5 | 6 | 7 | 8 | 9 | R | H | E |
| 소프트뱅크                                                                                              | 0 | 0 | 0 | 0 | 0 | 0 | 0 | 0 | 0 | 0 | 6 | 0 |
| 오릭스                                                                                                  | 0 | 0 | 0 | 1 | 3 | 0 | 1 | 0 | X | 5 | 8 | 0 |
| 승리 투수: 야마모토 요시노부(1-0) 패전 투수: 이시카와 슈타(0-1) 홈런: 오릭스 – 요시다 마사타카(7회 1점) |   |   |   |   |   |   |   |   |   |   |   |   |

#### 2차전
- 10월 13일 - 교세라 돔 오사카

| 팀 | 1 | 2 | 3 | 4 | 5 | 6 | 7 | 8 | 9 | R | H  | E |
| 소프트뱅크 | 1 | 0 | 1 | 0 | 0 | 0 | 0 | 0 | 1 | 3 | 9  | 0 |
| 오릭스 | 1 | 0 | 1 | 0 | 2 | 0 | 0 | 0 | X | 4 | 11 | 0 |
| 승리 투수: 미야기 히로야(1-0) 패전 투수: 오제키 도모히사(0-1) 세이브: 아베 쇼타(1S) 홈런: 오릭스 – 스기모토 유타로(5회 2점) |   |   |   |   |   |   |   |   |   |   |    |   |

#### 3차전
- 10월 14일 - 교세라 돔 오사카

| 팀 | 1 | 2 | 3 | 4 | 5 | 6 | 7 | 8 | 9 | R | H | E |
| 소프트뱅크 | 2 | 0 | 0 | 0 | 0 | 0 | 1 | 0 | 0 | 3 | 8 | 1 |
| 오릭스 | 0 | 0 | 0 | 0 | 0 | 0 | 0 | 0 | 0 | 0 | 6 | 1 |
| 승리 투수: 센가 고다이(1-0) 패전 투수: 다지마 다이키(0-1) 세이브: 리반 모이넬로(1S) 홈런: 소프트뱅크 – 노무라 이사미(7회 1점) |   |   |   |   |   |   |   |   |   |   |   |   |

#### 4차전
- 10월 15일 - 교세라 돔 오사카

| 팀 | 1 | 2 | 3 | 4 | 5 | 6 | 7 | 8 | 9  | R | H | E |
| 소프트뱅크 | 0 | 0 | 0 | 0 | 0 | 0 | 2 | 0 | 0  | 2 | 4 | 1 |
| 오릭스 | 0 | 0 | 0 | 2 | 0 | 0 | 0 | 0 | 1X | 3 | 6 | 0 |
| 승리 투수: 아베 쇼타(1-0) 패전 투수: 리반 모이넬로(0-1) 홈런: 소프트뱅크 – 알프레도 데스파이그네(7회 2점) 오릭스 – 요시다 마사타카(4회 2점) |   |   |   |   |   |   |   |   |    |   |   |   |

## 수상 선수
- 클라이맥스 시리즈 MVP : 요시다 마사타카(오릭스)

1차전과 일본 시리즈 진출을 결정지은 4차전에서 2개의 홈런 등 13타수 6안타 3사사구로 타율 0.462, 출루율 0.563, OPS 1.486, 3타점 등의 좋은 성적을 남겼다.
- 퍼솔상 : 야마모토 요시노부(오릭스)

1차전에 선발로 나와 8이닝 동안 116구 10탈삼진 무실점 호투로 팀의 일본 시리즈 진출에 기여했다.

## 같이 보기
- 2022년 센트럴 리그 클라이맥스 시리즈
- 2022년 일본 시리즈